# Howard Deutch
Howard Deutch (New York, 14 settembre 1950) è un regista e produttore televisivo statunitense.
È sposato con l'attrice Lea Thompson. Hanno due figlie Madelyn Deutch, marzo 1991 e Zoey Deutch novembre 1994. Si è diplomato alla George W. Hewlett High School e ha frequentato la Ohio State University.
Nel 2003 ha ricevuto la nomination al DGA Award per il film TV Gleason.

## Filmografia

### Regista
- 1986: Bella in rosa
- 1987: Un meraviglioso batticuore
- 1988: Non è stata una vacanza... è stata una guerra!
- 1992: Articolo 99
- 1992: Melrose Place (serie TV)
- 1994: Papà ti aggiusto io!
- 1995: Caroline in the City (serie TV)
- 1995: That's Amore - Due improbabili seduttori
- 1998: La strana coppia II
- 2000: Le riserve
- 2002: Watching Ellie (serie TV)
- 2002: Gleason (TV)
- 2004: FBI: Protezione testimoni 2
- 2008: La ragazza del mio migliore amico
- 2013: American Horror Story: Coven (serie TV)

### Video musicali
- 1984: Stewart Copeland & Stan Ridgway: "Don't Box Me In"
- 1984: Billy Joel: "Keeping the Faith"
- 1984: Annie Golden: "Hang Up the Phone"
- 1984: Billy Idol: "Flesh for Fantasy"

### Produttore
- 1989: Encyclopedia Brown (serie TV)
- 2002: Electric
- Claws – serie TV (2017)